# Eudiplister honestus
Eudiplister honestus är en skalbaggsart som först beskrevs av Lewis 1908.  Eudiplister honestus ingår i släktet Eudiplister och familjen stumpbaggar. Inga underarter finns listade i Catalogue of Life.